# 倉田将志
倉田 将志（くらた まさし、1991年4月14日 - ）は、日本の実業家、投資家。株式会社ウタイテの代表取締役社長。広島県福山市出身。

## 来歴・人物
広島大学附属福山高等学校を経て、神戸大学経済学部を卒業後、2016年株式会社Alpaca（メディコマ）を共同創業した。
2017年、株式会社ベクトル（東証一部）へM&A。その後複数のM&Aを実施し、株式会社クラタHDを設立後、M&A。
2022年12月、株式会社ウタイテを設立し代表取締役就任。シードで6億円を調達。『Forbes JAPAN』にて「2024年注目の日本発スタートアップ100選」に選出。シリーズA1stクローズで10億円を調達、2ndクローズでSony Innovation Fund、電通ベンチャーズ、BRICKS FUND TOKYO（三菱地所株式会社のCVC）、KDDI Open Innovation Fund 3号（運営者：グローバル・ブレイン株式会社）、Bandai Namco Entertainment 021 Fundを含む計6社を引受先として第三者割当増資を行い、総額13億円の資金調達を実施した。